# Cutie Rose - 2
Cutie Rose - 2 (グラドルヒロイン危機一髪!!（Ｒ）　キューティーローズ - 2) es una película japonesa, del 23 de octubre de 2009, producida por Zen Pictures. Es una película del género tokusatsu, de acción y aventuras, con artes marciales, dirigido por Eiji Kamikura, y protagonizada por Kanami Okamoto, Haruka Nagase y Maya tousaki. La película posee una primera parte, Cutie Rose - 1.
El idioma es en japonés, pero también está disponible con subtítulos en inglés, en DVD o descargable por internet.

## Argumento
Una mujer monstruosa llamada Jiraruba de la malvada organización "Devil Fang", aparece en frente de Mai. Mai se transforma de forma misteriosa en Cutie Rose para luchar contra ella. En mitad de la lucha, otro monstruo de la organización Devil Fang aparece llamado Trango. Misty Lily detecta el peligro que cierne sobre Mai y acude en su ayuda, pero un enemigo llamado Walaz intercepta su camino.
Cutie Rose es finalmente derrotada por Jiraruba, quien la cubre de gusanos horrorosos que absorben su energía poco a poco. Misty Lily también está atrapada por monstruosas serpientes que se enrollan sobre todo su cuerpo.
Cutie Rose y Misty Lily se encuentran ahora al borde de la derrota frente a la organización Devil Fang.